# Audace (Schiff, 1917)
Der zweite Zerstörer namens Audace der Königlich Italienischen Marine (Regia Marina) war dort ein Einzelschiff. Das in Schottland gebaute Schiff war vor dem Ersten Weltkrieg von Japan bestellt worden. 1916 wurde es kurz vor dem Stapellauf an Italien verkauft. 1918 lief die Audace unmittelbar nach der Kapitulation Österreich-Ungarns nach Triest und nahm es für Italien in Besitz. 1929 wurde Audace zu einem Torpedoboot umklassifiziert. 1937 erfolgte der Umbau zum Funkleitboot für das Zielschiff San Marco, 1940 dann der Rückbau zum Schul- und Geleitboot. 1943 fiel das Schiff bei der Kapitulation der Italiener den Deutschen in die Hände. Sie stellten die Audace im Oktober 1943 als Torpedoboot TA 20 in der Adria in Dienst. Am 2. November 1944 versenkten britische Geleitzerstörer TA 20 südlich der Insel Lussino in der Adria.

## Geschichte des Zerstörers
Die Audace entstand bei Yarrows in Glasgow-Scotstoun für die Kaiserlich Japanische Marine, die dort zwei Zerstörer nach einem neuen Entwurf bestellte, da sie mit den in Japan gebauten Zerstörern der Umikaze-Klasse unzufrieden war.
Die neuen Schiffe sollten Brown-Curtis-Turbinen erhalten und waren die ersten Schiffe mit reiner Ölfeuerung für die japanische Marine. Für die Marschfahrt waren deutsche Dieselmotoren vorgesehen, die durch den Kriegsausbruch nicht ausgeliefert wurden. Wie die meisten britischen Werften hatte auch Yarrows viele Aufträge, die unter den Kriegsbedingungen nicht wie geplant fertiggestellt werden konnten. Auf Wunsch der britischen Regierung verkauften die japanische Marine die unfertige Kawakaze an die italienische Regia Marina, die Bedarf an modernen Einheiten hatte. Die Kawakaze sollte erst den Namen Intrepido erhalten. Kurz vor ihrem Stapellauf am 27. September 1916 erhielt sie den Namen Audace (dt. mutig, tollkühn), den zuvor ein Zerstörer getragen hatte. Die erste Audace war von der Orlando-Werft in Livorno 1914 für die italienische Marine fertiggestellt worden und auf dem Weg von Tarent nach Saloniki am 30. August 1916 nahe Capo Colonna nach einer Kollision mit dem zu sichernden Frachtschiff gesunken.
Das Schwesterschiff Urakaze wurde 1915 fertiggestellt, gelangte aber erst 1919 nach Japan. 1936 wurde es außer Dienst gestellt, später als Trainingsschiff wieder genutzt. Bei einem US-amerikanischen Luftangriff wurde es am 18. Juli 1945 zerstört.

### Technische Daten
Die Audace hatte eine Länge von 87,6 m über alles (83,9 m zwischen den Loten), war 8,4 m breit und hatte einen Tiefgang von 2,5 m. Sie verdrängte 907 tn.l. unter normalen Bedingungen und 1.150 tn.l. vollständig ausgerüstet. Die beiden Brown-Curtis-Turbinensätze trieben je eine Welle an. Den nötigen Dampf produzierten drei Yarrow-Kessel. Die Maschine hatte eine Konstruktionsleistung von 22.000 PSw für eine Höchstgeschwindigkeit von 30 Knoten (kn). Die Audace übertraf dies bei ihren Testfahrten mit 34,5 kn bei unvollständiger Ausrüstung. Vor der Ablieferung wurden nur zwei 2-Pfünder-Geschütze installiert. Die Reichweite des Zerstörers betrug 2180 Seemeilen (sm) bei 15 kn und 560 sm 30 kn. Ende Dezember 1916 wurde die Audace nach Neapel überführt, wo sie am 9. Januar 1917 eintraf.

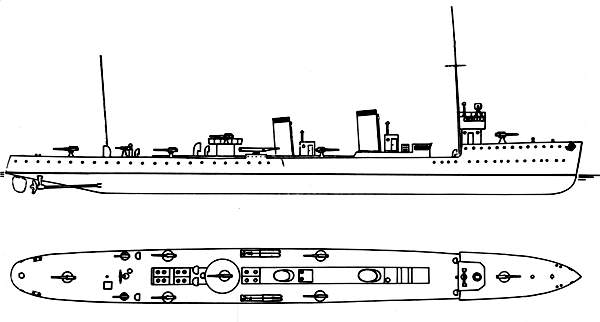
Riss der Audace (II)

Die italienische Marine bewaffnete den Zerstörer mit sieben 10,2-cm-L/35-Geschütze der Firma Ansaldo. Neben den beiden schon in Großbritannien montierten 4,0-cm-L/39-Vickers-Flak etwa seitlich des hinteren Mastes wurden auch noch zwei 45,7-cm-Zwillings-Torpedorohrsätze an den Schiffsseiten zwischen dem hinteren Schornstein und einem kleinen Deckshaus aufgestellt. Von den sieben Kanonen standen drei auf der Mittellinie vor der Brücke auf dem Vorschiff und achtern auf einem Deckshaus und fast am Heck. Die vier weiteren 10,2-cm-Kanonen standen in zwei Paaren an den Rumpfseiten zwischen den Schornsteinen bzw. zwischen dem Deckshaus und dem Heckgeschütz.

### Einsatzgeschichte
Ab März 1917 kam der neue italienische Zerstörer dann zum Einsatz. Nach kurzer Zeit in Brindisi verlegte der Zerstörer nach Venedig und blieb von dort gegen die k.u.k. Kriegsmarine bis zum Ende des Ersten Weltkriegs im Einsatz und war an einigen kleineren Gefechten beteiligt.

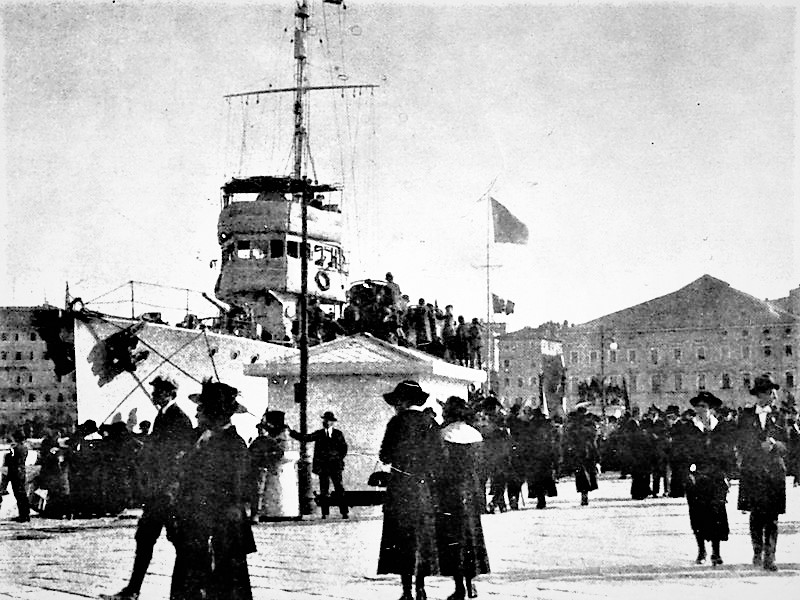
Die Audace am 3. November 1918 in Triest

Als am 3. November 1918 die Waffenstillstandskommission der zerfallenden k.u.k. Armee unter Viktor Weber von Webenau bei Padua den Waffenstillstand von Villa Giusti unterzeichnete, landete die Audace von Venedig kommend auf Wunsch Triester Bürger am Molo San Carlo von Triest und nahm die Stadt symbolisch für Italien in Besitz. Sie führte die Zerstörer Giuseppe La Masa, Nicola Fabrizi und Giuseppe Missori und brachte 200 Carabinieri und den italienischen General Carlo Petitti di Roreto nach Triest. Der Landeplatz heißt seit 1922 „Molo Audace“. Im Frühjahr 1919 brachte der Zerstörer auch den italienischen König Viktor Emanuel III. und andere italienische Würdenträger erstmals nach Triest. Dazu war sie zur Wahrung italienischer Interessen und zum Transport von Militärpersonen im Herbst 1918 in Pula und Zadar.
Von September 1920 und Juni 1921 war der Zerstörer der in Smyrna stationierten „Divisione del Levante“ zugeteilt, die während dieser Zeit dann nach Šibenik verlegte. Nach einer Überholung in Tarent kam das Schiff dann vor Kreta zum Einsatz und stand von Januar bis April 1923 dem Gouverneur von Tripolis zur Verfügung. Im August 1923 reiste sie mit einem Ermittler und zwölf Polizisten nach Tanger, die dort gegen italienische Staatsbürger ermittelten, die gegen die Bestimmungen der internationalen Stadt verstoßen hatten. Anschließend stand der Zerstörer bis 1928 dem Kommandierenden Admiral in Tarent als eine Art Yacht zur Verfügung und nahm so meist im Sommer an Reisen und Manövern der Flotte bis in die Ägäis und den Dodekanes teil. Am 1. September 1929 wurde der Zerstörer zum Torpedoboot herabgestuft und operierte in der nördlichen Adria, dann wieder in Tripolis und ab 1934 im Roten Meer, wo es mit dem Kreuzer Bari, dem Flottillenführer Pantera und dem Zerstörer Palestro eingesetzt wurde.
Während des Spanischen Bürgerkrieges wurde die Audace 1937 vor der Küste Spaniens eingesetzt und besuchte Tanger, Cadiz und andere Städte am westlichen Mittelmeer. Im selben Jahr erfolgte auch der Umbau der Audace zum Funkleitschiff des ferngesteuerten Zielschiffs San Marco, einem ehemaligen Panzerkreuzer. Dabei wurden die Torpedorohre entfernt. In dieser Funktion war sie bis zum Kriegsbeitritt Italiens im Sommer 1940 in La Spezia stationiert.
Im Zweiten Weltkrieg erfüllte das alte Torpedoboot keine bedeutenden Rollen. Es diente bei der Artillerieschule und der U-Boot-Schule (beide in Pula) als Trainingsschiff. Gelegentlich suchte es auch nach feindlichen U-Booten oder sicherte Transporte in der meist ruhigen Adria.
1942 / 1943 wurde die Audace umbewaffnet, um Geleite gegen Angriffe aus der Luft besser verteidigen zu können. Die 10,2-cm-L/35-Kanonen wurden auf zwei reduziert und die 4,0-cm-Flak komplett ausgebaut. An Bord kamen zehn 2,0-cm-L/65-Fla-Maschinenkanonen M.1935 der Bauart Breda und zwei Wasserbombenwerfer. Einsatzgebiet blieb die nördliche Adria.
Bei der Verkündung des Waffenstillstandes am 8. September 1943 befand sich Audace an dem Pier in Triest, dem sie den Namen gegeben hatte, und verlegte am nächsten Tag nach Venedig. Das Boot versuchte weiter nach Süden zu laufen, um einen von den Alliierten besetzten Hafen zu erreichen. Wegen Maschinenproblemen musste es jedoch umkehren und kam nach Venedig zurück, wo es von deutschen Truppen besetzt wurde.

### Einsatz unter deutscher Flagge
Die deutsche Kriegsmarine stellte die ehemalige Audace als TA 20 am 20. Oktober 1943 in Dienst. Bis zum Jahresende wurden die 2,0-cm-Breda-Maschinenkanonen durch meist deutsche Waffen ersetzt. Die zehn Zwillingsgeschütze wurden durch eine italienische 3,7-cm-L/54-Zwillingskanone M1938, einen 2,0-cm-L/65-Flakvierling C/38 sowie sechs 2,0-cm-L/65-C/30-Flak ersetzt. Auch war das Boot für die Verlegung von bis zu 20 Minen vorbereitet.
Das T-Boot TA 20 wurde der 11. Sicherungs-Division zugeteilt und im März 1944 zu verschiedenen Minenunternehmen eingesetzt, wie am 15. südlich Ancona oder am 29. östlich von Porto San Giorgio.
Die TA 20 bildete mit TA 21 ex Insidioso, TA 22, TA 35 ex (Missori bzw. Giuseppe Dezza) und TA 36 ex Stella Polare die 2. Geleitflottille.

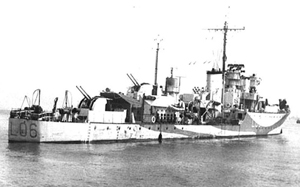
Die Avon Vale

Am 1. November 1944 wurde TA 20 mit den Korvetten UJ 202 (ex Melpomene) und UJ 208 (ex Spingarda) der Gabbiano-Klasse südlich Lussino auf 44° 37′ N, 14° 38′ O durch die britischen Geleitzerstörern Wheatland und Avon Vale versenkt. Die Wrackteile der versenkten deutschen Einheiten können heute betaucht werden.